# Valeri Priomykhov
Valeri Mikhaïlovitch Priomykhov (en russe : Вале́рий Миха́йлович Приёмыхов), né le 26 décembre 1943 à Belogorsk et mort le 25 août 2000 à Moscou, est un acteur, scénariste et réalisateur soviétique, puis russe.

## Biographie
Valeri Priomykhov sort diplômé de la faculté d'art dramatique de l'Institut des Arts d'Extrême-Orient de Vladivostok en 1966 et devient acteur du Théâtre dramatique Vera Komissarjevskaïa d'Oussouriisk. En 1966-1969, il se produit sur la scène du Théâtre dramatique russe de Frounzé.
Il étudie à la faculté des scénaristes de l'Institut national de la cinématographie sous la direction de Iossif Manevitch (ru) et en sort diplômé en 1973. Le premier film adapté d'après son scénario par Valeri Tchetchounov Ivan et Colombine (1975, Lenfilm) est un échec. Son premier rôle au cinéma dans un drame La Femme est partie de Dinara Assanova où il donne la réplique à Elena Solovei, au contraire, marque les esprits. La collaboration avec Assanova se poursuit dans les cinq films parmi lesquels le plus grand succès remporte Les Garnements (1983), le faux documentaire sur la réinsertion des jeunes délinquants dont le message sur les bienfaits du travail collectif rappelle celui du Chemin de la vie de Nikolaï Ekk. Le film remporte le premier prix au XVIIe Festival panrusse du cinéma de Kiev. Priomykhov y tient le rôle d'éducateur et sera récompensé pour sa performance par un Prix d'État de l'URSS. Le second prix d’État lui sera remis en 1989, pour Cold Summer of 1953, un drame où il joue un ancien combattant de l'Armée rouge injustement condamné, puis amnistié qui oubliant sa rancune envers le pays l'ayant trahi va défendre au côté de son compagnon d'infortune (Anatoli Papanov) un village menacé par les bandits. Il sera également nommé acteur de l'année par le magazine Sovetski ekran.
Il réalise un drame criminel Pantalon en 1988, d'après son propre scénario. Il y joue un enquêteur face à Youri Yakovlev qui tient le rôle de coupable présumé. Il enchaîne avec Les Migrants en 1991, qui sera présenté au Festival du cinéma d'auteur de Sanremo. La consécration l'attend après la sortie de Qui, sinon nous, un mélodrame basé sur ses souvenirs d'enfance. Il sera récompensé par un Nika du meilleur scénario et le prix du jury du festival Kinotavr en 1999. Le film révèle le jeune Arthur Smolianinov.
On lui attribue le prix d'État de la fédération de Russie dans le domaine de la littérature et des arts en 2000, pour l'exposition des problématiques de la jeunesse au cinéma.
Valeri Priomykhov meurt d'une tumeur au cerveau le matin du 25 août 2000. Il est enterré au cimetière de Kountsevo.

## Filmographie partielle
acteur
- 1979 : La Femme est partie (Жена ушла) de Dinara Assanova : Alexandre Kliouev
- 1980 : Une bonne à rien (ru) (Никудышная) de Dinara Assanova : garde-frontière
- 1983 : Les Garnements (Пацаны) de Dinara Assanova : Pavel Antonov, l'éducateur
- 1987 : L'Été froid de l'année 53 (Холодное лето пятьдесят третьего) d'Alexandre Prochkine : Sergueï Bassarguine
- 1995 : Crusader (ru) (Крестоносец) de Mikhail Tumanishvili (en) : criminel dans la loi
- 1998 : Le Jour de la pleine lune (ru) (День полнолуния) de Karen Chakhnazarov : scénariste
- 1998 : Qui, sinon nous (Кто, если не мы) de lui-même : Guennadi Samokhine

réalisateur
- 1991 : Les Migrants (Мигранты, Migranty)
- 1998 : Qui, sinon nous (Кто, если не мы)

scénariste
- 1987 : Le Cambrioleur (Взломщик)